# تخته سنگ تمیز (فیلم ۱۹۹۴)
تخته سنگ تمیز (به انگلیسی: Clean Slate) فیلمی محصول سال ۱۹۹۴ و به کارگردانی میک جکسون است. در این فیلم بازیگرانی همچون دینا کاروی، والریا گولینو، جیمز ارل جونز، کوین پولاک، مایکل مورفی، مایکل گمبون، آنجلا پاتون، ویتو روگینز، گایلارد سارتاین، کریستوفر ملونی و برایان کرانستون ایفای نقش کرده‌اند.